# Сморжов
Сморжов (укр. Сморжів) — село в Лопатинской поселковой общине Шептицкого района Львовской области Украины.
Население по переписи 2001 года составляло 935 человек. Занимает площадь 3,65 км². Почтовый индекс — 80234. Телефонный код — 3255.

## Известные уроженцы
- Буцманюк, Юлиан — украинский художник-монументалист.